# Сыщик (фильм, 1979)
«Сы́щик» — советский двухсерийный художественный фильм, поставленный режиссёром Владимиром Фокиным на киностудии имени М. Горького в 1979 году. Премьера фильма состоялась в июне 1980 года.

## Сюжет
После окончания школы и службы в армии Женя Кулик пытается поступить на юридический факультет, но проваливается на экзаменах и в прямом смысле слова «вылетает» из ВУЗа — прямиком из окна второго этажа. А все из-за боевого приема который он хотел показать одному из абитуриентов.
Нина — девушка Кулика, расстроена таким провалом, и они вдвоём вечером гуляют по парку, где натыкаются на группу молодых хулиганов. Те избивают Кулика и хотят изнасиловать Нину, но случайно подоспевший инспектор ГАИ и водитель вспугнули преступников. Кулик откладывает поступление на следующий год, а пока идёт работать в милицию.
Первые шаги сержанта Кулика на службе вызывают у начальства смех и даже некоторое раздражение. Он проваливает зачёт по стрельбе, изображая ковбоя. Порученное ему дело о пропавшем белье с верёвки, в одном из дворов он считает пустяковым и рвётся к настоящему делу, с погонями и стрельбой, как в кино. Но тем не менее расследует порученное дело увлечённо, скрупулёзно и, кажется, докапывается до раскрытия, о чём не вовремя пытается доложить начальству.
Но начальнику Кулика майору Сорокину не до белья. К нему приезжает полковник Климов из областного управления уголовного розыска. Идёт обсуждение операции по поимке опасной банды. За матёрым преступником, главарём банды «Палёным» — убийства, побеги из тюрьмы, организация краж и грабежей. Из-за нехватки людей Климов нехотя соглашается подключить к операции неопытного молодого Кулика. Его задача прикрыть лейтенанта Гуладзе, когда тот будет ехать в поезде в одном купе вместе с неким курьером банды по фамилии Шпунько, который везёт «Палёному» похищенное приисковое золото и фальшивые документы. Оперативники должны проследить за курьером и таким образом выйти на преступников.
Пока Кулик один в купе, он засыпает и ему снится почти вещий сон в форме настоящего захватывающего боевика, где он в одиночку обезвреживает целую банду. Но вот Кулик просыпается, и в купе заходят двое. Один молчаливый, интеллигентного вида, с дипломатом, а второй разбитной и нагловатый тип. Кулик не сразу понимает, кто из них преступник. Весёлым мужиком и оказывается лейтенант Гуладзе. По чистой случайности Шпунько обнаруживает у Кулика пистолет под пиджаком и пытается сбежать. Гуладзе его задерживает, однако вся операция наблюдения под угрозой срыва. Полковник Климов объясняется с курьером и убеждает того оказать содействие. Курьер не знает, где находится само логово банды, его туда должны отвезти, но соглашается на сотрудничество со следствием.
На вокзале под скрытым наблюдением милиционеров в штатском курьер Шпунько встречается с водителем банды по кличке «Кащей». Оба едут на автомобиле за город. Предусмотрительный «Палёный» заранее подсылает следить своего подопечного «Гнуса». И тот, следуя на мотоцикле за «Кащеем» и Шпунько, обнаруживает, что за ними едут оперативники. Однако из-за случайного конфликта с пассажиром «Запорожца» на перекрёстке «Гнус» попадает в милицию и слишком поздно сообщает о «хвосте» «Палёному» по телефону.
Банда скрывается в одном из частных домов в загородном посёлке. «Палёный» забирает у курьера золото, даёт ему 2000 рублей и отпускает того, заранее предупредив «Гнуса», что как только курьер появится на автобусной остановке, бандит может его убить и забрать деньги себе. Но оперативники, прослушивая телефонную линию дома, обезвреживают «Гнуса». Понимая, что «хата под колпаком», преступники пытаются ночью разбежаться. Оперативники ловят всех, кроме самого «Паленого». По стечению обстоятельств «Палёный» тяжело ранит Гуладзе, и уже один Кулик преследует бандита, бегущего в лес.
В ходе поединка «один на один» они борются между едущими поездами, затем «Палёный» пытается утопить Кулика в реке. Но наконец Кулик настигает уставшего и вымотавшегося «Палёного» в сторожке лесника и устраивает ему ловушку, прижав горло бревном. Измученный Кулик, полный решимости и ненависти к своему противнику, связывает руки «Палёному», побеждает в психологическом поединке и выводит матёрого преступника к милиции.
Кулик и Нина проводят отпуск на пляже, но сержанта отзывают. Сорокин поручает ему новое дело. На это раз у уборщицы в банке украли семь рублей. Кулик расстроен очередным пустяковым делом, но майор его подбадривает и понимает, что из парня выйдет настоящий сыщик.

## В ролях
- Андрей Ташков — Евгений Кулик, сержант милиции, «сыщик»
- Борис Химичев — Николай (кличка «Палёный»), главарь банды
- Игорь Кваша — Вячеслав Константинович Климов, полковник милиции из областного УУР
- Николай Скоробогатов — Арсений Петрович Сорокин, майор милиции, начальник РОВД
- Ирина Аугшкап — Нина, девушка Евгения Кулика
- Юрий Гусев — Гуладзе, капитан милиции из областного УУР
- Лариса Лужина — Таисия, женщина «Палёного»
- Валерий Беляков — Труха, бандит, приближённый к «Палёному»
- Александр Пашутин — Шпунько, курьер бандитов
- Леонид Ярмольник — «Гнус», бандит на мотоцикле / «Крот», бандит во сне Кулика
- Алексей Зотов — «Кощей», бандит, водитель в банде
- Николай Тырин — «Ситный», самый молодой из бандитов
- Олег Чайка — Пончик, бандит
- Владимир Прохоров — Фомичёв, пожилой бандит
- Вадим Захарченко — пассажир «Запорожца» с фразой «Не рычи!»
- Владимир Жариков — эпизод
- Джемал Ниорадзе — Гуладзе во сне Кулика
- Владимир Фокин — Смолянинов, инспектор ГАИ
- Александр Фриденталь — эпизод
- Виктор Волков — эпизод
- Станислав Коренев — отец Нины
- Инга Будкевич — мать Нины
- Николай Погодин — бандит
- Владимир Никитин — Голованёв
- Юрий Сорокин — капитан милиции
- Александр Лебедев — Василий Никанорович — старшина в тире
- Артур Нищёнкин — Варенчук, капитан милиции, участковый
- Зинаида Сорочинская — Марья Сергеевна
- Павел Быков — егерь
- Леонид Трутнев — лидер хулиганов, избивающих Евгения Кулика (нет в титрах)
- Олег Федулов — бандит (в титрах не указан)

## Места съемок
Фильм снимали в основном в Смоленске и его окрестностях, однако, также, отдельные эпизоды снимались в Москве, Мытищах.
- Эпизод проезда по улицам во время слежки снимали в Смоленске на путепроводе улицы Беляева и под ним, на улице Фрунзе. Также на улице Большой Коммунистической, во дворах этой улицы и улиц Маяковского и Ленина.
- Эпизод «Не рычи» снимали на перекрестке улиц Кирова и Гагарина, а также в Москве, на перекрестке Подколольного переулка и Яузского бульвара.
- Эпизод сна Кулика в поезде снимали во дворцовом комплексе Царицыно, а также внутри Воскресенского собора Ново-Иерусалимского монастыря в Истре, где в то время шли реставрационные работы.
- Эпизод схватки Кулика и «Паленого» на заброшенной барже снимали под Смоленском, на Золотом пляже на Днепре, рядом с деревней Боровая.
- Эпизод на вокзале во время встречи курьера снимали комбинировано и на вокзале Смоленска и на Вокзальной площади станции Мытищи.
- Эпизод на пляже снят возле пансионата на Клязьминском водохранилище.

## Музыка
Музыка к фильму была написана композитором Эдуардом Артемьевым. Официально саундтрек не выходил и не издавался. Лишь в 2018 году вышла Антология из 11 частей с музыкой к кинофильмам, написанной Эдуардом Артемьевым. Во 2-й части антологии есть некоторые композиции из кинофильма «Сыщик».

## Съёмочная группа
- Автор сценария: Владимир Кузнецов
- Режиссёр-постановщик: Владимир Фокин
- Оператор-постановщик: Вячеслав Егоров
- Композитор: Эдуард Артемьев
- Художник-постановщик: Игорь Бахметьев
- Звукорежиссёр: Александр Избуцкий

## Награды
- 1980 — 13 Всесоюзный кинофестиваль в Душанбе: Почётный диплом режиссёру Владимиру Фокину за фильм «Сыщик»[1].
- 1981 — Премия Ленинского комсомола.

## Оценки фильма
Фильм «вызвал горячий отклик и у подростков, и у юношеской, и у взрослой аудитории». Отмечалось, что по сравнению с лидером проката того времени фильмом «Пираты XX века» «триллер „Сыщик“ (1979, реж. Владимир Фокин) был намного интеллигентнее, ироничнее и изобретательнее, а несколько опаснейших трюков актёры Андрей Ташков и Борис Химичев выполнили здесь без дублёров».
Журналист и писатель Юрий Щекочихин положительно оценил фильм в своей подробной рецензии в журнале «Искусство кино».
В фильме «Сыщик» победа Евгения Кулика в противоборстве с Палёным обнаруживает прежде всего этот, самый важный — человеческий, нравственный — исток. <…> А по существу — хорошо, что фильм «Сыщик», являясь полноправным представителем столь любимого нами детективного жанра, не оказался ограниченным его законами, его пленником, не побоялся всерьёз затронуть важные социальные вопросы. Как видно, надо только, чтобы за дело брались по-настоящему — талантливо и заинтересованно.
Он отмечал, что «сюжет у В. Фокина и В. Кузнецова одухотворён присутствием человека, тогда как именно такого одухотворения так часто не хватает остросюжетным детективным лентам», в фильме есть «ощущение жизненной наполненности действия». «Актёр Андрей Ташков сумел настолько по-человечески приблизить к нам своего героя, — писал Ю. Щекочихин, — что временами поединок перестаёт быть для нас поединком работника милиции и матёрого рецидивиста, становится борьбой двух нравственных систем». Актёр Борис Химичев, по мнению критика, сыграл свою роль «жёстко и тонко».
В другой статье этого журнала фильм «Сыщик» также назывался удачным. «Как хорошо, — написано в этой рецензии, — что авторы не позволяют своему герою осуществлять в жизни сверхъестественные подвиги, которые являются ему в воображении, но ставят юношу в обстоятельства, когда он должен совершать поступки, требующие предельного напряжения физических и моральных сил».
В этом фильме… схвачена суть специфики приключенческого жанра для детей: каждая картина должна нести в себе заряд нравственности.
Киновед Андрей Плахов отмечал, что «фильм выдержан в безупречном темпе, и стилевые перебивки воспринимаются как необходимые передышки на пути стремительного сюжета». Он также писал: «В фильме много стреляют, дерутся, изъясняются на жаргоне, и тем не менее, в нём отсутствует культ грубой силы, жестокости, мести. Лента интеллигентна по своей атмосфере, чему немало способствует ненавязчивый юмор отдельных эпизодов».
Кинокритик Всеволод Ревич считал, что «дебютант А. Ташков создал образ новичка милиционера в симпатичном, хотя и неровном, и сильно растянутом фильме „Сыщик“, где неопытность и романтическая взвихренность главного героя сочетаются с внутренней стойкостью, которая и проявляет себя в час испытания в поединке с матёрым злоумышленником».
Кинокритик Сергей Кудрявцев считал, что большой зрительский успех картины «во многом объяснялся тем, что её создатели нашли верный и в определённом смысле новаторский для советского „милицейского кино“ тон своего рассказа». По его мнению, «режиссёр „Сыщика“ справедливо рассудил, что молодёжная аудитория нуждается в чём-то залихватско-приключенческом… И одновременно это должно было быть слегка ироническим, а порой — почти полупародийным зрелищем, принимая во внимание вольные цитаты из зарубежных боевиков и триллеров».
А. В. Толстых в своей книге «Психология юного зрителя» отмечал, что «герой фильма Женя Кулик — в отличие от героя „Пиратов XX века“ — вовсе не претендует на звание супермена». Он выделил сцену сна главного героя, в которой создатели фильма «талантливо, с большим юмором иронизируют над попытками юного стажёра представить себя этаким героем-сыщиком „а ля герои Бельмондо“», высмеивая киноштампы.
Героический поступок, который в конце концов совершает Женя Кулик, на фоне этих киноштампов выглядит куда более правдоподобным, несмотря на сочинённость всей ситуации: желторотый птенец, мальчишка — и рецидивист… Но кино — это всё-таки кино, и в нём не обязательно, чтобы всё было точно по правде жизни. Важно, чтобы это было по правде искусства. А смотря фильм «Сыщик», зрители сопереживают герою, желают ему победы и радуются ей».